# Boekel (Brabancja Północna)
Boekel – miasto i gmina w prowincji Brabancja Północna w Holandii. W 2014 roku populacja wyniosła 10 089 mieszkańców. Stolicą i największym miastem jest miejscowość o tej samej nazwie. Gmina została założona w 1810 roku. W 1993 roku planowano połączyć gminę Boekel, Uden oraz Veghel w jedno. W 1997 roku radni odrzucili pomysł decydując, że te trzy gminy zostaną niezależne.
Przez gminę przechodzą drogi prowincjonalne N277 oraz N605.

## Miejscowości w gminie
- Boekel (7980 mieszk.)
- Venhorst (1630)
- Huize Padua